# Chafing-Dish

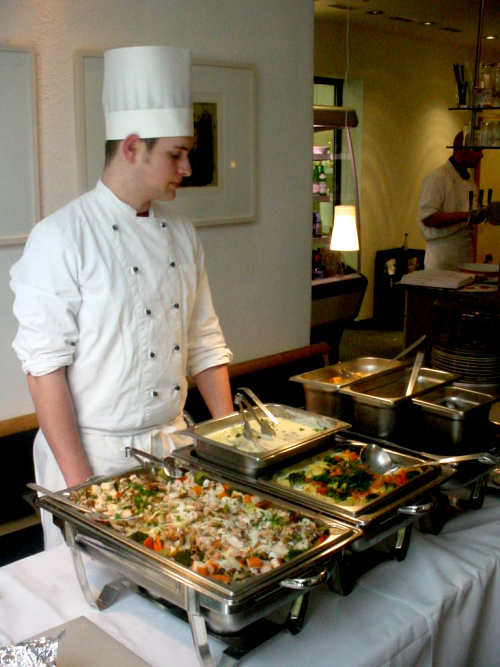
Koch vor einem Buffet mit Chafing-Dish-Behältern

Ein Chafing-Dish [ˈtʃeɪfɪŋ dɪʃ] (von englisch chafing, anglisiert von französisch chauffer „erhitzen“, und englisch dish „Schüssel, Platte, Geschirr“; umgangssprachliche Kurzform: Chafi [ˈtʃeɪfɪ]) ist ein Behälter zum Warmhalten von Speisen. In der Regel ruht der Speisenbehälter auf einem Gestell mit einer darunterliegenden Heizvorrichtung (offene Flamme oder elektrische Wärmeplatte).
Werden Heizvorrichtungen mit offener Flamme wie beispielsweise Brennpasten betrieben, sind die gültigen Brandschutzverordnungen zu beachten.
In der Gastronomie oder bei größeren Feiern finden diese Behälter zum Beispiel bei Buffets Verwendung. Beim Einsatz von GN-Behältern liegen diese in einem Wasserbad, damit die Hitze der punktuellen Wärmequelle(n) besser auf die dünnwandigen Behälter verteilt und ein Anbrennen verhindert wird. Dieses Prinzip ist auch namensgebender Bestandteil der Bain-Marie (Wasserbad).
Im englischen Sprachraum ist ein chafing dish die Übersetzung des französischen Begriffs Rechaud und kein spezieller Begriff aus der Gastronomie. So werden dort alle Tischgeräte mit offener Flamme zur Zubereitung und zum Erwärmen von Speisen direkt am Tisch bezeichnet.